# 11341 Беббідж
11341 Беббідж (11341 Babbage) — астероїд головного поясу, відкритий 3 грудня 1996 року.
Тіссеранів параметр щодо Юпітера — 3,524.